# Accordo di Nkomati
L'Accordo di Nkomati è stato un patto di non aggressione stipulato il 16 marzo 1984 fra il governo del Mozambico e il governo del Sudafrica nella città sudafricana di Komatipoort. I firmatari furono l'allora presidente della Repubblica di Mozambico Samora Machel e l'allora capo del regime basato sull'apartheid in Sudafrica Pieter Willem Botha.

## Descrizione
L'obiettivo dichiarato del trattato era quello di impedire al Mozambico di sostenere l'African National Congress per intraprendere azioni violente in Sud Africa, e per il Sud Africa di smettere di fornire il movimento RENAMO in Mozambico.
Il trattato è stato accolto con disapprovazione da parte dei membri della SADCC e in particolare dell'ANC, che erano consapevoli degli impatti che avrebbe avuto sulla loro lotta di liberazione. Nonostante ciò, entrambi i gruppi hanno riconosciuto che il Mozambico era stato essenzialmente costretto a firmare il trattato poiché il paese era sull'orlo della distruzione a causa del conflitto con i ribelli RENAMO sostenuti dal Sud Africa.
Il Mozambico rispettò la sua parte di Trattato espellendo i membri dell'ANC dal sud del paese, nel frattempo i sudafricani ignorarono l'accordo e continuarono ad intensificare il loro già ampio sostegno a RENAMO. Documenti catturati dalla base principale di Gorongosa nel 1985 hanno rivelato che i sudafricani avevano continuato a sostenere i ribelli in  violazione dell'accordo.   Con gli Accordi generali di pace di Roma venne stipulato un accordo di pace permanente il quale pose fine alla guerra civile in Mozambico nel 1992 e venne supervisionato dalla forza ONUMOZ delle Nazioni Unite fino al 1994.